# ノイズロック
ノイズロック（英: Noise rock）は、ロックの派生ジャンルの内の1つ。

## 歴史
初期の前衛音楽やロックに内在するフィードバックなどのノイズの要素の影響を受け、1970年代後半のノー・ウェイヴ・バンドであるマーズやティーンエイジ・ジーザス・アンド・ザ・ジャークスがノイズロックを形作る上で重要なバンドであるとされる。
1980年代にジャンルとして顕著になり、北米ではビッグ・ブラック、バットホール・サーファーズ、ジーザス・リザード、スクラッチ・アシッド、メルヴィンズ、ダイナソーJr.、ソニック・ユース、スワンズ、ホワイト・ゾンビ、ヘルメット、プッシー・ガロアなどのバンドがノイズロックに分類される様になり、日本では山塚アイを中心に開発的なノイズロックバンドハナタラシ、ボアダムスが結成される。イギリスでは同時期にノイズポップから影響を受けたシューゲイザーと分類されるバンドが多数出現する様になり、北米や日本とは異なる形のノイズロックが発生する。また、ドン・キャバレロなどのマスロックと位置づけられるバンドもノイズロックに分類される事もある。これらのノイズロックバンドは、ニルヴァーナやホールに影響を与えた。